# Dragan Dokić
Dragan Dokić (Osijek, 25. siječnja 1951. – Zagreb, 13. veljače 2013.) bio je hrvatski akademski slikar i konzervator restaurator.
Diplomirao je na Akademiji likovnih umjetnosti u Zagrebu 1978. Radni vijek započeo je u nekadašnjem Restauratorskom zavodu Hrvatske, kasnije Hrvatskom restauratorskom zavodu u Zagrebu. Od 1993. je bio zaposlen kao voditelj Restauratorskog centra muzeja Mimara, gdje je radio do smrti. Na Akademiji likovnih umjetnosti u Zagrebu (na Odsjeku za restauriranje i konzerviranje umjetnina) radio je kao naslovni izvanredni profesor - vanjski suradnik. Bio je članom HDLU-a od 1979. godine. Sudionik je Domovinskog rata.